# Museo civico di palazzo Cento
Il Museo civico di Palazzo Cento è un museo di Pollenza che conserva il patrimonio storico-artistico della cittadina marchigiana.

## Storia

### Il Palazzo
La sede del museo è a Palazzo Cento, un antico palazzo nobiliare del XVI secolo, il cui aspetto attuale è dovuto ai restauri sei-settecenteschi. Il palazzo era appartenuto alla famiglia Leopardi di Recanati, che lo utilizzava come luogo di villeggiatura, ospitando anche l'allora giovanissimo Giacomo Leopardi.
L'ultimo proprietario del palazzo fu il cardinale Fernando Cento, per poi divenire sede museale il seguito alla sua morte avvenuta nel 1973.

### 1928-1973: Giuseppe Fammilume e don Nazzareno Buldorini
Se il nucleo principale della collezione fu raccolto grazie alla passione collezionistica e storica di due figure pollentine come Giuseppe Fammilume e don Nazzareno Buldorini, che dal 1928 iniziarono a raccogliere e catalogare oggetti e documenti della storia cittadina, altre opere andarono ad ampliare la collezione grazie alle donazioni del cardinale Fernando Cento e delle famiglie Niccolai, Monti, Failla e di altri.
Il nucleo di opere in ceramica vennero invece ritrovate all'interno del vecchio torrione di Pollenza, e sono da inquadrare nella produzione locale particolarmente attiva fino al 1500.
Le opere pittoriche rinascimentali e di età moderna della collezione provengono dalle chiese del territorio.

### 1974: La nascita del Museo civico di Palazzo Cento
Nel 1974, in seguito alla morte del Cardinale Cento, la collezione presente negli archivi comunali fu spostata ed allestita nel Palazzo che oggi prende il suo nome.

### Il Museo della Vespa ospitato nel Museo civico di Palazzo Cento
Ad inizio anni 2000 venne inserito all'interno del Museo civico di Palazzo Cento, anche il Museo della Vespa proveniente dalla collezione accumulata dal 1983 in poi dall'amatore Marco Romiti. Il museo conserva un'ampia selezione di modelli di Vespe, assieme ad un archivio storico tematico che comprende materiale del Vespa Club d’Italia e cimeli che lega la Vespa al cinema, tracciando così la storia del principale prodotto della Piaggio nel contesto del secondo dopoguerra in Italia. Nella collezione sono così presenti fotografie, coppe, trofei, placche ed oggettistica da merchandising, ma anche locandine cinematografiche e calendari, rarissimi 8 mm sui raduni. Tutto questo materiale, fu arricchito nel corso degli anni dalle donazioni di moltissimi appassionati ed ex iscritti al Vespa Club d’Italia (ufficialmente sciolto negli anni '70) come l'amatore Conte Mimmo Leopardi di Recanati.
Tra i modelli più rari presenti in esposizione sono da menzionare la 98 cc prima serie del 1946, la Vespa Sei giorni (1951), Acma militare, la ACMA Vespa 400, ossia l'unica vettura prodotta dalla Piaggio.

### 2016: La chiusura temporanea in seguito al terremoto
Nel 2016, in seguito al terremoto del Centro Italia la struttura di Palazzo Cento venne chiusa per lesioni, sospendendo così l'attività museale e di visita.